# Интернационал на анархистките федерации
Интернационалът на анархистките федерации (IAF или IFA) e основан по време на анархистка конференция в град Карара (Италия) през 1968 г. от три съществуващи европейски федерации на Франция, Италия и Испания както и от българската федерация в изгнание във Франция. Интернационалът се бори да изгради и подобри международната анархистка структура в отговор на глобализацията на държавната и капиталистическа власт. В Интернационалът на анархистите федерации членуват организации от Аржентина, Беларус, Великобритания, Германия, Испания, Италия, Русия, Франция и Чехия. Федерацията на анархистите в България както и други организации в Източна Европа също са част от интернационала.

## Принципи
Принципи на работа в рамките на IFA са федерализма, свободното договаряне и взаимопомощта. В преамбюла на своите принципи, IAF заявява, че се бори за:
1. Премахване на всички форми на власт, независимо дали икономически, политически, социални, религиозни, културни или сексуални.
2. Изграждането на свободно общество, без класове или държави или граници, основана върху анархисткия федерализъм и взаимната помощ.

ИАФ се ангажира с пряко действие, борба с парламентаризма и противопоставяне на реформизма, както от теоретическа, така и от „практическа“ гледна точка.
За да се подобри координацията и комуникацията в ИАФ, както и да осигури отворен адрес за връзка на обществеността и други анархистични групи и организации, е установен Международен секретариат (Обикновено наричан CRIFA, Комисията за отношения на Интернационала на анархистки федерации), чиято поддръжа се сменя между различните федерации. Секретариатът се поддържа понастоящем на Федерацията на анархистите във Франция. Често различните федерации-членки работят директно помежду си по определени въпроси и кампании.
Различни федерации-членки поддържат свои собствени публикации, като Le Monde libertaire във Франция и Белгия или El Libertario в Аржентина. В миналото ИАФ е издавал списание, Anarkiista Debato, прекратено поради липсата на средства.

## Членове на организацията
Бележка: Моля, имайте предвид, че федерацията не отговаря на страни, като първото публикуване на статия в „Anarkiista Debato“ (списание на IAF) обяснява:
Като анархисти ние не признаваме граници или държави. Федерации и групи хора, които споделят общ език (AFed, FAF, FDA ...) или сходна култура (Иберийския FAI, CSAF ...) и често надхвърлят националните ограничения
| Държава                  | Име                                                                               | Акроним   | Публикации                                      | Линк към сайт                                            |
| ------------------------ | --------------------------------------------------------------------------------- | --------- | ----------------------------------------------- | -------------------------------------------------------- |
| Аржентина                | Argentine Libertarian Federation (Federacion Libertaria Argentina)                | FLA       | El Libertario                                   | Сайт Архив на оригинала от 2012-11-04 в Wayback Machine. |
| Беларус                  | Anarchist Federation of Belarus (Фэдэрацыі анархістаў Беларусі)                   | ФАБ / FAB | ---                                             | Сайт Архив на оригинала от 2010-03-23 в Wayback Machine. |
| България                 | Федерация на анархистите в България (Федерация на анархистите в България)         | ФАБ / FAB | Свободна мисъл                                  | Сайт                                                     |
| Чехия Словакия           | Czech-Slovak Anarchist Federation (Československá Anarchistická Federácia)        | CSAF      | Existence, Klíčení, Zdola і A3                  | Сайт Архив на оригинала от 2014-12-18 в Wayback Machine. |
| Франция Белгия Швейцария | Anarchist Federation (Fédération Anarchiste)                                      | FA / FAF  | Le Monde libertaire                             | Сайт                                                     |
| Германия Швейцария       | Forum of German speaking Anarchists (Föderation Deutschsprachiger AnarchistInnen) | FdA       | Gǎi Dào                                         | Сайт                                                     |
| Италия                   | Italian Anarchist Federation (Federazione Anarchica Italiana)                     | FAI       | Umanità Nova                                    | Сайт                                                     |
| Испания Португалия       | Федерация на анархистите в Иберия (Federación Anarquista Ibérica)                 | FAI       | Tierra y Libertad                               | Сайт                                                     |
| Великобритания Ирландия  | Anarchist Federation                                                              | AF / AFed | Organise! і Resistance                          | Сайт                                                     |
| Словения Хърватия        | Federacija za anarhistično organiziranje                                          | FAO       | Avtonomija, Anarhistka, Stavka і Društvo otpora | Сайт                                                     |

Има организации във Венецуела, други групи (формални и неформални), както и физически лица, по целия свят, в които IAF е в контакт, или с които е провеждала на дискусии.
Въпреки че FAI е технически Иберийска организация (в смисъл, че обхваща всички региони в Иберийския полуостров), нямат членове в Португалия или Андора.